# (37655) Illapa
(37655) Illapa est un astéroïde Apollon découvert le 1er août 1994 par Carolyn S. Shoemaker et Eugene M. Shoemaker à l'observatoire Palomar. Il est classé comme potentiellement dangereux.